# Bratrušín
Bratrušín (německy Bratruschin) je malá vesnice, část města Bystřice nad Pernštejnem v okrese Žďár nad Sázavou. Nachází se asi 1,5 km na jihovýchod od Bystřice nad Pernštejnem. V roce 2009 zde bylo evidováno 38 adres. V roce 2001 zde trvale žilo 86 obyvatel.
Bratrušín je také název katastrálního území o rozloze 2 km2. V katastrálním území Bratrušín leží i Bystřice nad Pernštejnem.